# Ladislav Legenstein
Ladislav Legenstein (Čakovec, 19 novembre 1926) è un ex tennista austriaco.

## Carriera
Negli Slam in singolare ha ottenuto come risultato migliore il quarto turno durante il Roland Garros 1959, ha sconfitto sulla sua strada un giovane Rod Laver in cinque set prima di arrendersi a Ian Vermaak. Nel doppio ha raggiunto le semifinali di Wimbledon 1959 in coppia con Torben Ulrich dove sono stati sconfitti dalla testa di serie numero uno, gli australiani Roy Emerson e Neale Fraser.
Ha vinto i Dutch Open nel 1957 e nello stesso torneo ha raggiunto la finale due anni dopo, sconfitto dal belga Jacques Brichant, ha inoltre vinto i Canadian Open nel 1960.
Ha rappresentato l'Austria in Coppa Davis dal 1960 al 1962 ottenendo nove successi a fronte di sei sconfitte.